# Tragopa
Tragopa är ett släkte av insekter. Tragopa ingår i familjen hornstritar.

## Dottertaxa tillTragopa, i alfabetisk ordning[1]
- Tragopa albifascia
- Tragopa albimacula
- Tragopa annulata
- Tragopa bajulus
- Tragopa bicolor
- Tragopa bipartita
- Tragopa bitriangulata
- Tragopa brunneimaculata
- Tragopa bugabensis
- Tragopa coccinella
- Tragopa corniculata
- Tragopa cyanea
- Tragopa decorata
- Tragopa dimidiata
- Tragopa discrepans
- Tragopa fasciata
- Tragopa fenestrata
- Tragopa frontalis
- Tragopa fulvovaria
- Tragopa funerula
- Tragopa globus
- Tragopa humeralis
- Tragopa insignis
- Tragopa longa
- Tragopa maculidorsa
- Tragopa morio
- Tragopa obesa
- Tragopa obliqua
- Tragopa occulta
- Tragopa ovalis
- Tragopa perforata
- Tragopa pubescens
- Tragopa pumicata
- Tragopa punctatissima
- Tragopa sacrata
- Tragopa sodalis
- Tragopa testudina
- Tragopa tetyrides
- Tragopa tonsilis
- Tragopa zebra